# نلسون شنکس
نلسون شنکس (انگلیسی: Nelson Shanks؛ ۲۳ دسامبر ۱۹۳۷ – ۲۸ اوت ۲۰۱۵) یک نقاش اهل ایالات متحده آمریکا بود. شهرت وی بیشتر به خاطر کشیدن تابلوی نقاشی از دایانا، شاهدخت ولز بود. شنکس از اساتید فرهنگستان هنر ممفیس در مؤسسه هنر شیکاگو بود. نقاشیهای وی از افراد مشهور، سیاستمداران و خانواده‌های سلطنتی بر شهرت بین‌المللی وی به عنوان نقاش فیگوراتیو افزوده بود.

وی در تاریخ ۲۸ اوت ۲۰۱۵ بر اثر بیماری سرطان پروستات در ۷۷ سالگی در پنسیلوانیا درگذشت.